# Parapara (paroisse civile)
Pour les articles homonymes, voir Parapara.
Parapara est l'une des trois paroisses civiles de la municipalité de Juan Germán Roscio dans l'État de Guárico au Venezuela. Sa capitale est Parapara.

## Géographie

### Démographie
Hormis sa capitale Parapara, la paroisse civile comporte plusieurs localités, dont :
- Asentamiento Guamacho
- El Layero
- El Toco
- Guayabal
- Juncalito (partagé avec Cantagallo)
- Las Minas
- Las Raices
- Los Robles
- Parapara
- San Antonio
- Uverito